# Buquetia musca

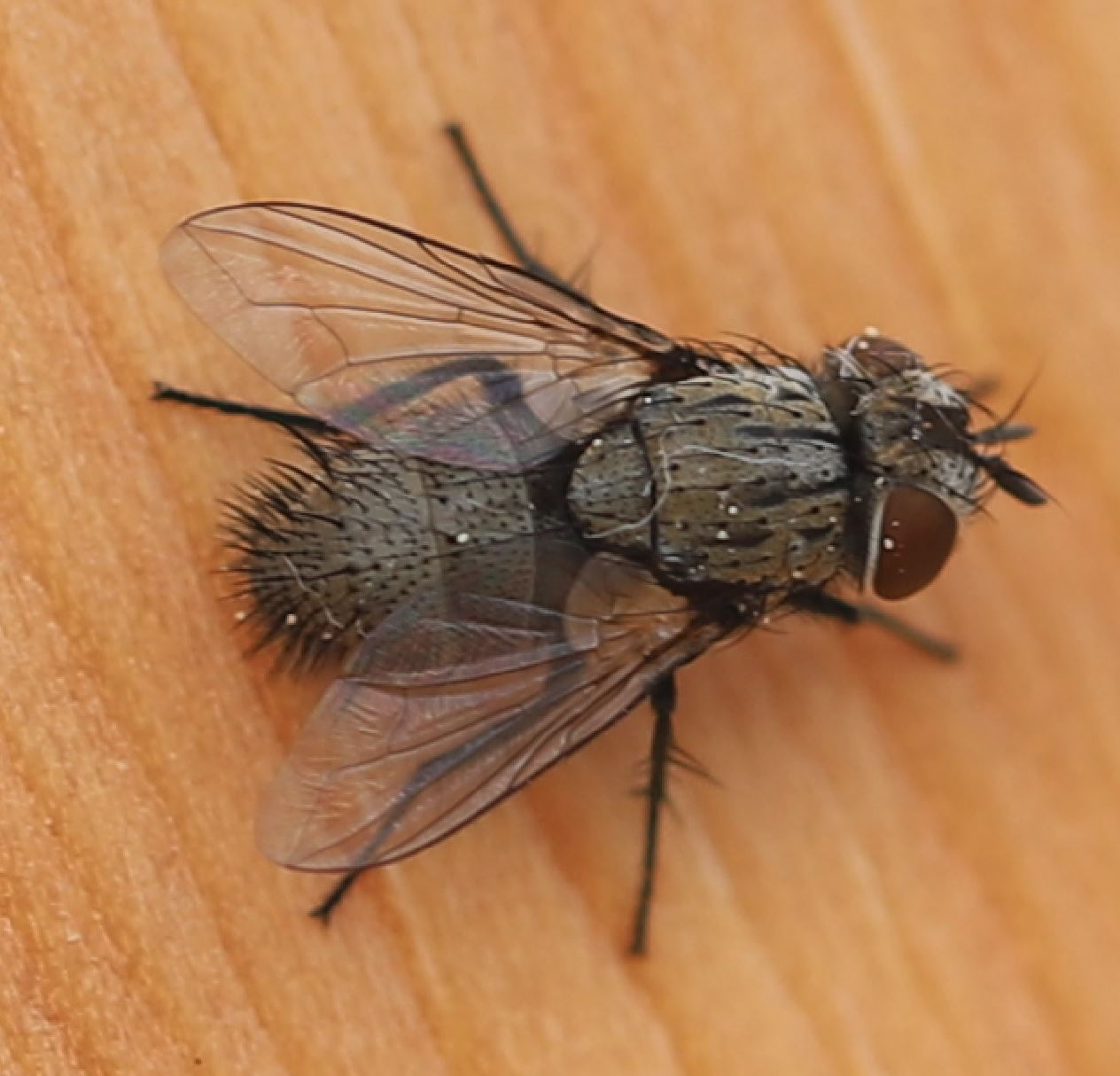
Buquetia musca

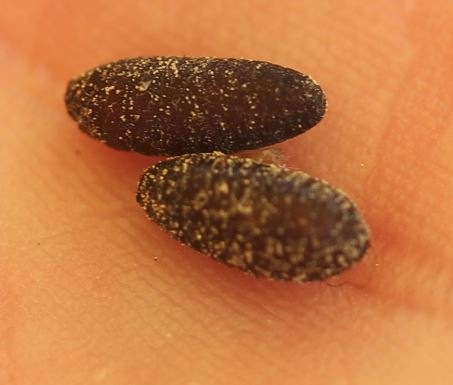
Kokons

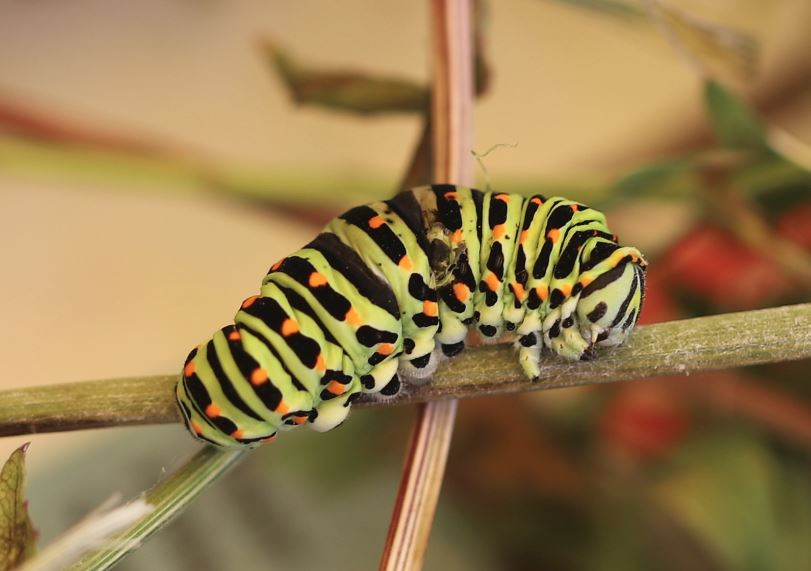
Tote Schwalbenschwanz-Raupe; die beiden Fliegenlarven haben die Raupenhaut mittig durchbohrt.

Buquetia musca ist ein Zweiflügler aus der Familie der Raupenfliegen (Tachinidae).  

## Merkmale
Die Fliegen sind etwa 8 mm lang. Sie besitzen eine grau-beige Grundfärbung. Der Bereich oberhalb der Frons sowie Teile des Thorax sind hellbraun gefärbt. Vom vorderen Rand des Thorax verlaufen zwei deutliche dunkle Längsstriche nach hinten. Seitlich davon sowie dazwischen befinden sich mehrere kurze dunkle Längsstriche und Flecke. Der Kopf ist weißlich gefärbt, die Facettenaugen sind rotbraun. Fühler und Beine sind schwarz. Die Flügel sind transparent mit einer charakteristischen Flügeladerung. Die Halteren sind cremefarben. Der Körper ist mit langen schwarzen Borsten bedeckt. Die Beine weisen schwarze Härchen auf. Das erste sichtbare Tergit ist dunkelgrau.
Die rotbraunen Kokons, in denen sich die Fliegen verpuppen, sind etwa 7 mm lang.

## Verbreitung
Buquetia musca ist in der Paläarktis heimisch. Die Art kommt in Mittel- und in Südeuropa sowie im Mittelmeerraum vor. In Skandinavien und auf den Britischen Inseln fehlt die Art offenbar.

## Lebensweise
Buquetia musca parasitiert ausschließlich die Raupen des Schwalbenschwanzes (Papilio machaon). Der Schwalbenschwanz bildet zwei bis drei Generationen im Jahr aus. Die Raupenfliegen finden ihre Wirte möglicherweise aufgrund von Duftstoffen der Raupen oder anhand deren Futterpflanzen. Die Raupenfliege legt ein oder mehrere Eier an der Raupe ab. Die geschlüpften Larven dringen in ihren Wirt ein, wo sie sich entwickeln und dabei diesen von Innen auffressen. Im Frühjahr und im Sommer verlassen die Fliegenlarven ihren Wirt noch vor dessen Verpuppung. Sie verpuppen sich selber unmittelbar nach dem Verlassen und bilden dabei ein Kokon. Die Zeit vom Beginn der Verpuppung bis zum Schlüpfen der fertigen Fliegen variiert von knapp zwei Wochen bis knapp 2 Monaten. Im Herbst werden die Raupen der Schmetterlingsgeneration parasitiert, die überwintert. Die Raupen verpuppen sich gewöhnlich Anfang Oktober. Hier findet die eigentliche Larvenentwicklung offenbar erst während der Puppenphase des Schmetterlings statt. Die Fliegenlarve bleibt nicht den ganzen Winter in ihrer Wirtspuppe, sondern verlässt die Wirtspuppe Anfang Februar und verpuppt sich selbst. Anschließend dauert es bis Mitte Mai, bis die Raupenfliege erscheint. Zu diesem Zeitpunkt sind vermutlich parasitierbare Raupen vorhanden, da die ersten Schwalbenschwanz-Schmetterlinge schon Anfang April erscheinen.